# 주갱
주갱(朱賡, 1535-1608)은 자(字)는 소흠(少欽), 호(號)는 금정(金庭)이다. 절강성(浙江省) 소흥부(紹興府) 산음현(山陰縣, 현재 사오싱시紹興市) 출신이다. 명조 중신으로 내각수보(內閣首輔)에까지 올랐다.

## 생애
가정(嘉靖) 14년(1535)에 태어나 가정 40년(1561) 고향에서 거인(擧人)이 되었고, 융경(隆慶) 2년(1568) 진사(進士)가 된 후에 서길사(庶吉士)가 되었고 편수(編修)에 제수되었다. 만력(萬曆) 6년(1578) 시독(侍讀)으로서 일강관(日講官)이 되었다. 이때 궁중에서 토목 공사를 크게 하여 원유(苑囿)를 지었고, 주갱은 『송사(宋史)』를 주강했으며, 화석강(花石綱)의 폐해에 대해 이야기했다. 이후 예부상서(禮部尙書) 겸 동각대학사(東閣大學士)로서 기무에 참여하였고 광세(礦稅)의 폐해를 극언하였으며 수성(守成), 견사(遣使), 권의(權宜) 삼론(三論)을 바쳤다. 당시 심일관(沈一貫), 심리(沈鯉)가 이어서 재상에서 파직되면서 주갱만이 조정의 강상을 독단했다. 만력 36년(1608), 만력태정(萬曆怠政)으로 만력제(萬曆帝)는 다년간 조정에 나오지 않았다. 주갱은 연일 상소하였으나 10개 중 하나도 회답하지 않았으며, 주갱과 군신들은 소복을 입고 문화문(文華門)에 이르러 무릎을 꿇고 간청하였지만 끝내 명을 얻지 못했다. 어사(御史) 송도(宋燾) 등은 연이어서 탄핵하자 병가를 청하였다. 이해 겨울 11월 임자(壬子)일에 관직 도중에 죽었으며 태보(太保)에 더해졌다. 시호는 문의(文懿)이다. 『명사(明史)』에 열전(列傳)이 전해지고 있다.

## 같이 보기
- 명사